# John Romer (nhà Ai Cập học)
John Lewis Romer (sinh 30 tháng 9 năm 1941, Surrey, Anh) là một nhà Ai Cập học người Anh, nhà sử học và là một nhà khảo cổ học nổi tiếng. Ông đã tạo ra và đóng trong nhiều bộ phim truyền hình nói về ngành khảo cổ học. Ông đã sáng tác và đóng các bộ phim như: Romer's Egypt, Ancient Lives, Testament, The Seven Wonders of the World, Byzantium: The Lost Empire and Great Excavations: The Story of Archaeology.
Romer có lẽ đã cùng với Michael Wood, người dẫn chương trình truyền hình nổi tiếng nhất về lịch sử cổ đại. Phong cách diễn xuất mang thương hiệu của ông là hài hước và nhẹ nhàng, cử chỉ bằng tay rất diễn cảm, chuyên môn sâu và sự tôn trọng đối với các người dân tộc cổ đại.

## Tác phẩm

### Viết sách
- Romer, John (1977), Damage in the Royal Tombs in the Valley of the King (unpublished)
- Romer, John (1981), Valley of the Kings; New York, NY: Henry Holt and Company 1981; ISBN 0-8050-0993-0.
- Romer, John (1984), Ancient Lives: Daily Life in Egypt of the Pharaohs (Reprinted, 1990, as Ancient Lives, The Story of the Pharaoh's Tombmakers); London: Phoenix Press, ISBN 1-84212-044-1.
- Romer, John (1988), Testament: the Bible and History; London: Michael O'Mara Books; ISBN 1-85479-005-6 (Based on the Channel Four television series Testament).
- Romer, John (1993), The Rape of Tutankhamun; London: Michael O'Mara Books, 1993; ISBN 1-85479-169-9.
- Romer, John (1993), Romer’s Egypt; London: Michael O'Mara Books, 1993; ISBN 0-7181-2136-8.
- Romer, John and Elizabeth Romer (2000), Great Excavations: John Romer’s History of Archaeology; London: Cassell; ISBN 0-304-35563-1.
- Romer, John (2007), The Great Pyramid: Ancient Egypt Revisited
- Romer, John (2012). A History of Ancient Egypt: From the First Farmers to the Great Pyramid. Allen Lane. ISBN 978-1-84614-377-9

### Phim tài liệu
- Romer's Egypt (1982), BBC TV; 3 episodes; 120 minutes
- Ancient Lives (1984), Central Television (ITV); 4 episodes; 205 minutes.
- Testament (1988), Antelope/Channel Four; 7 episodes; 363 minutes
- The Rape of Tutankhamun (1988); Channel 4/PBS/Voyager Films; 1 episode; 65 minutes
- The Seven Wonders of the World (1994); ABTV/Discovery Channel; 4 episodes; 202 minutes.
- Byzantium: The Lost Empire (1997); ABTV/Ibis Films/The Learning Channel; 4 episodes; 209 minutes.
- Great Excavations: John Romer's History of Archaeology (also released as Lost Worlds: The Story of Archaeology) (2000); ABTV/Channel Four/Southern Star; 6 episodes; 300 minutes.